# Сапун Володимир Миколайович
Володимир Миколайович Сапун (3 квітня 1982, с. Мар'янівка Кролевецький (з 2020 року — Конотопський район), Сумська область, Українська РСР, СРСР) — старший матрос Збройних Сил України, учасник російсько-української війни, що відзначився у ході російського вторгнення в Україну в 2022 році.

## Життєпис
Володимир Сапун народився 3 квітня 1982 року в с. Мар'янівка Кролевецького (з 2020 року — Конотопського району) Сумської області. Після закінчення 9 класів навчався у Глухівському агротехнічному коледжі, а згодом закінчив Харківський національний університет внутрішніх справ, мав юридичну освіту. Тривалий час працював на оперативних посадах у Глухівському відділі поліції.
Брав участь в АТО на сході України. Згодом звільнився і наприкінці 2020 року розпочав службу за контрактом у складі 36-ї бригади морської піхоти імені Михайла Білинського. З початком повномасштабного російського вторгнення в Україну перебував на передовій на позиції у с. Водяне, захищав Маріуполь, тримаючи оборону на цьому напрямку вісім місяців. Через 20 днів з побратимами змушені були відступити на околиці Маріуполя. Наприкінці лютого 2022 року отримав перше осколкове поранення в ногу. Відвезли в КСП, яке знахоилося в одному із підвалів, там надали медичну допомогу. Через три дні важких оборонних боїв був удруге поранений, досить серйозно — куля застрягла в легенях. Воїна прооперували, він проходив реабілітацію в лікарні Маріуполя, коли її вже фактично захопи ворог. Побратими на військовому автомобілі «Богдан» евакуювали у важкому стані, коли в медичний заклад потрапив снаряд до підвалу металургійного комбінату імені Ілліча. Востаннє на зв'язку з матір'ю був 5 березня 2022 року.
У березні 2022 року наказом президента України за особисту мужність і самовіддані дії, виявлені під час виконання військового обов'язку, вірність Українському народові і військовій присязі полоненого старшого матроса Володимира Сапуна відзначили державною нагородою — орденом «За мужність» III ступеня.
Після лікування разом із співслуживцями взводу — з квітня 2022 року стояв на захисті Маріуполя на «Азовсталі» (у бункері «Залізяка»). Вони останніми покинули форпост боротьби з ворогом і 16 травні 2022 року вийшли з «Азовсталі». Разом з усіма пройшов принизливу фільтрацію та потрапив у полон, перебував чотири місяці у Оленівці..
Потім був переведений до в'язниці у Комишин Волгоградської області рф. Нарешті 16 березня 2023 року повернувся з полону додому через Юнаківку. Після реабілітації намагався повернутися до «рідної» 36-ї бригади морської піхоти, однак, за станом здоров'я вже не міг бути морським піхотинцем. Був направлений на продовження військової служби у ТЦК.

## Нагороди
- Орден «За мужність» III ступеня (2022) — за особисту мужність і самовіддані дії, виявлені у захисті державного суверенітету та територіальної цілісності України, вірність військовій присязі.
- медаль «За участь в АТО»;
- медаль «За участь в ООС».